# Mario Barco
Mario Barco Vilar (Estella, Navarra, 23 de diciembre de 1992) es un futbolista español que juega de delantero en el Inter Kashi de la I-League.

## Biografía
Mario nació circunstancialmente en Estella por las obras del hospital de Calahorra, La Rioja, de donde es natural su familia y donde él residió desde su nacimiento.
Se inició como futbolistas en las filas del Club Deportivo Calahorra en categoría benjamín. Después pasó cuatro temporadas, entre infantil y juvenil, en las filas de la Peña Sport de Tafalla. En 2010 pasó al equipo juvenil del Calahorra, de Liga Nacional Juvenil, donde realizó una temporada muy destacada alternando con el equipo filial. En 2011 le hicieron ficha del primer equipo, quedando como máximo goleador con veinte dianas en Tercera División.
En 2012 firmó por la Unión Deportiva Logroñés, debutando así en Segunda B. En julio de 2013 llegó al Bilbao Athletic después de haber logrado nueve tantos la temporada anterior. En el filial rojiblanco marcó cinco goles en su primera temporada, aunque solo fue titular en diez ocasiones. El 28 de enero de 2015 recaló como agente libre en el Barakaldo C. F., donde marcó seis goles en apenas trece encuentros.
En julio de 2015 fichó por el Club Deportivo Lugo aunque fue cedido, a la U. D. Somozas y al Pontevedra C. F., en sus dos primeras temporadas. Ambas cesiones fueron productivas, ya que marcó veinte goles entre las dos campañas. En verano de 2017 se incorporó definitivamente a la plantilla del C. D. Lugo, con el que debutó en Segunda División.Tras comenzar lesionado la temporada, marcó frente al Córdoba en su primer partido de la temporada. En general rindió en su primera campaña en Segunda, aunque también padeció una importante lesión de clavícula en el tramo final de la temporada.
En junio de 2018 fichó por el Cádiz C. F., tras haber logrado cinco goles con el cuadro gallego. Después de los pocos minutos disputados en el equipo gaditano, fichó por el C. D. Mirandés que acababa de ascender a Segunda División para la campaña 2019-20.
En julio de 2021 abandonó Miranda de Ebro para jugar en el C. D. Castellón una temporada. En esta logró ocho goles y, de cara a la siguiente, se fue al C. D. Numancia. Con este equipo no consiguió marcar ningún tanto y vivió un descenso a Segunda Federación.
En septiembre de 2023 se marchó a la India tras fichar por el Inter Kashi en su estreno en la I-League, la segunda liga india.

## Clubes
| Club                      | País   | Año       |
| ------------------------- | ------ | --------- |
| C. D. Calahorra           | España | 2010-2012 |
| U. D. Logroñés            | España | 2013      |
| Bilbao Athletic           | España | 2013-2015 |
| Barakaldo C. F.           | España | 2015      |
| C. D. Lugo                | España | 2015-2018 |
| U. D. Somozas (cedido)    | España | 2015-2016 |
| Pontevedra C. F. (cedido) | España | 2016-2017 |
| Cádiz C. F.               | España | 2018-2019 |
| C. D. Mirandés            | España | 2019-2021 |
| C. D. Castellón           | España | 2021-2022 |
| C. D. Numancia            | España | 2022-2023 |
| Inter Kashi               | India  | 2023-     |